# Friedrich Bielitz
Friedrich Bielitz (* 18. September 1813 in Stallupönen, Ostpreußen; † 26. Januar 1877 in Königsberg i. Pr.) war ein deutscher Rittergutsbesitzer, Verwaltungsjurist und Abgeordneter in Preußen.

## Leben
Bielitz studierte an der Albertus-Universität Königsberg Rechtswissenschaft. Im Wintersemester 1832/32 wurde er in der Corpslandsmannschaft Littuania aktiv. Die Regierung in Gumbinnen bestellte ihn als Regierungsreferendar 1841 kommissarisch und 1842 endgültig zum Landrat im Kreis Lötzen. Im Juli 1851 empfing er Friedrich Wilhelm IV. 1853 nahm er bei seinem Dienstherren ein Darlehen auf, um für den Kreis ein Haus mit Wohn- und Diensträumen des Landrats zu kaufen. Er tilgte es mit jährlich 225 Talern. Kronprinz Friedrich Wilhelm besuchte Lötzen im Juni 1863. Nach 33 Jahren wurde Bielitz am 30. April 1874 in den Ruhestand versetzt. Die Restschuld des Darlehens wurde ihm nach einigem Hin und Her „bis auf Weiteres“ erlassen. Er zog nach Königsberg, wo er mit 63 Jahren starb.
Bielitz besaß das Rittergut Bartlichshöfchen im Kreis Lötzen. Von 1852 bis 1855 war er für den Wahlkreis Gumbinnen 6 Mitglied der Zweiten Kammer des Preußischen Landtags bzw. des Preußischen Abgeordnetenhauses.